# گراهام کاکسون
گراهام کاکسون (انگلیسی: Graham Coxon؛ زادهٔ ۱۲ مارس ۱۹۶۹) یک موسیقی‌دان اهل بریتانیا است. وی از سال ۱۹۸۸ میلادی تاکنون مشغول فعالیت بوده‌است. کاکسون لید گیتاریست و خواننده دوم گروه موسیقی بلر است. در نظرسنجی بی‌بی‌سی برای بهترین گیتاریست‌های سی سال گذشته در سال ۲۰۱۰، وی به رتبه پانزدهم دست یافت.
از فیلم‌ها یا برنامه‌های تلویزیونی که وی در آن نقش داشته است می‌توان به داستان سید برت و پینک فلوید و پایان دنیای لعنتیاشاره کرد.